# 錢庫尼山
16°8′22″S 68°9′54″W / 16.13944°S 68.16500°W
錢庫尼山（Chankuni），是玻利維亞的山峰，位於該國西部拉巴斯省的佩德羅多明戈穆里略省，處於孔多里里山東北面，西面是桑卡尤尼山，東面是烏柳馬尼山，屬於安第斯山脈中玻利維亞瑞阿爾山脈的一部分，海拔高度約4,638米。